# X (مانگا)
ٓX (به ژاپنی: エックス Ekkusu) که با عنوان X/۱۹۹۹ نیز شناخته می‌شود، یک مجموعه مانگا ژاپنی که توسط مانگاکاهای زن کلمپ خلق شده‌است. این سری توسط انتشارات کادوکاوا شوتن از مه ۱۹۹۲ در ماهنامه آسوکا به چاپ می‌رسید، تا اینکه سردبیر مجله از افزایش خشونت در داستان احساس نگرانی نمود و از مارس ۲۰۰۳ انتشار آن را متوقف کرد. از آن زمان به بعد مانگا «X» به بسیاری از زبان‌ها ترجمه شده است، همچنین بر اساس این مجموعه، یک فیلم انیمه‌ای در اوت ۱۹۹۶ و یک مجموعه تلویزیونی انیمه که از اکتبر ۲۰۰۱ تا مارس ۲۰۰۲ در شبکه WOWOW پخش شد، که هر دو اثر توسط استودیوی مدهاوس تهیه شده‌اند.

## داستان
داستان در سال ۱۹۹۹ و آخرالزمان روایت می‌شود. اژدهایان آسمان و زمین به منظور نبرد نهایی در شهر توکیو گرد هم خواهند آمد. شخصیت اصلی داستان پسری جوان به نام کاموی شیرو، پس از ۶ سال غیبت به سرزمین مادری خودش یعنی توکیو بازگشته و در این میان سرنوشت زمین در دستان او قرار دارد که باید انتخاب از پیش تعیین شده‌ای انجام دهد: اژدهای زمین شود و با از بین بردن نسل انسان‌ها به حفظ زمین بپردازد یا اژدهای آسمان شود و از نابودی بشریت جلوگیری کند.